# Woodchester

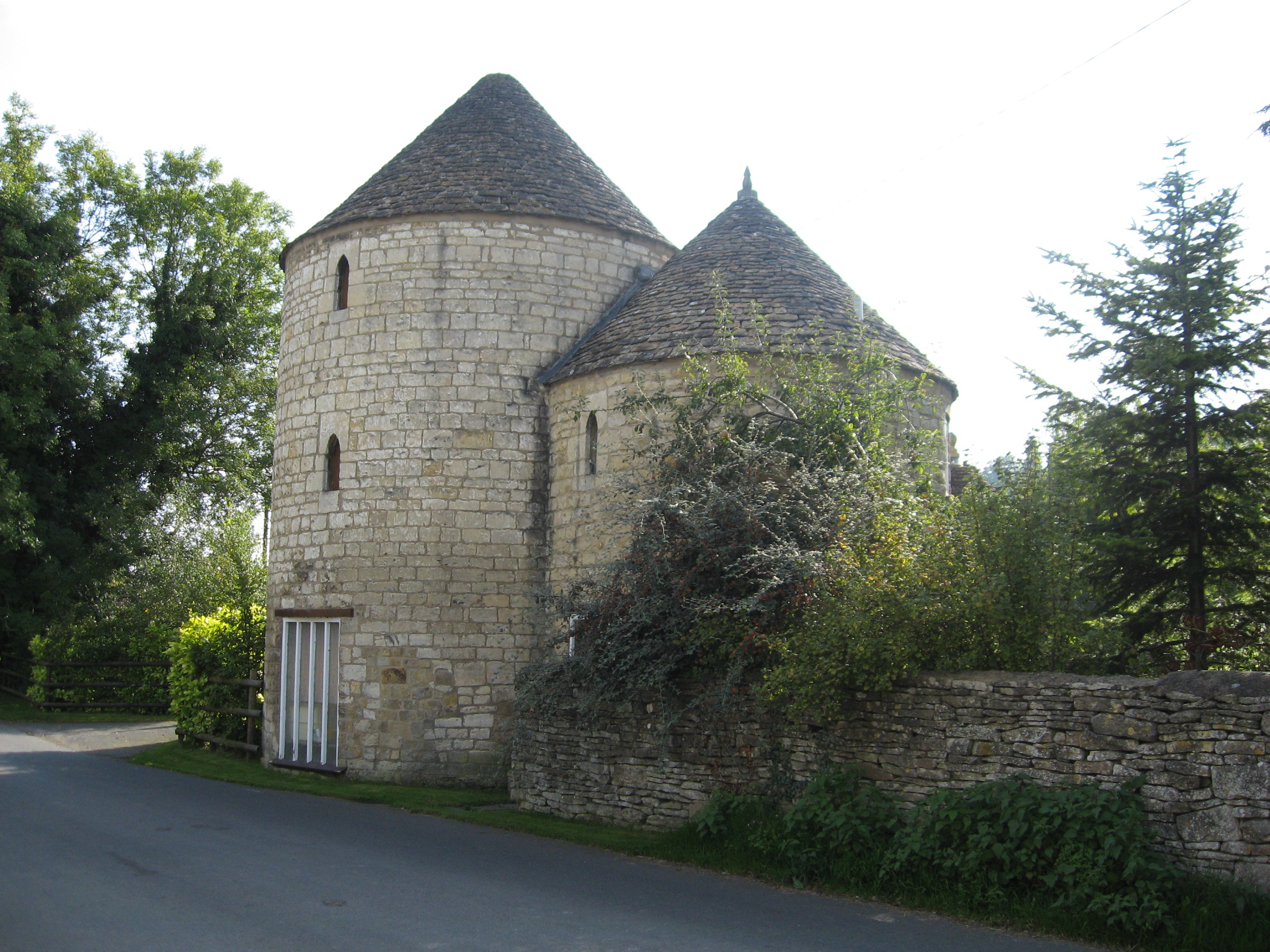
Der „Teasel Tower“ in Woodchester aus dem frühen 17. Jahrhundert

Woodchester ist eine Ortschaft mit etwa 1200 Einwohnern in Gloucestershire südlich von Stroud.
Am Ort finden sich auch Spuren aus römischer Zeit. Zu ihnen zählt die Römische Villa bei Woodchester.
Im Ort lebt Eddie „the Eagle“ Edwards, der 1987 als Skispringer an den Nordischen Skiweltmeisterschaften teilgenommen hat.